# NGC 158
NGC 158 là một ngôi sao đôi trong chòm sao Kình Ngư. Nó được phát hiện bởi Wilhelm Tempel vào năm 1882.